# Rogno
Rogno är en ort och kommun i provinsen Bergamo i regionen Lombardiet i Italien. Kommunen hade 3 866 invånare (2018).